# Мурашиний лев європейський
Мурашиний лев європейський (Euroleon nostras) — вид сітчастокрилих комах з родини мурашиних левів (Myrmeleontidae).

## Морфологічні ознаки
Комахи мають довжину переднього крила від 25 до 33 міліметрів, розмах крил до 70 мм. Булавоподібні вусики роздуті на кінчику. Їх можна відрізнити від подібних видів за жилкуванням крил і за помітними плямами між радіусом і сектором радіуса біля переднього краю задніх крил.

## Географічне поширення
Вид досить поширений в Європі на схід до Уральських гір. Також трапляється в Північній Африці (Марокко) та Західній Азії (Туреччина, Вірменія, Грузія, Азербайджан). Мешкає у світлих лісах і садах, де личинка може будувати свою пастку в піщаному ґрунті. Він також поширений у міських районах, де великі популяції часто зустрічаються під штучними укриттями, такими як мости на дорогах.

## Спосіб життя
Імаго активні вночі з червня по вересень. Полюють, сидячи на гілочках, розставивши ноги. Протягом дня вони ховаються в рослинності. Живуть кілька десятків днів. Личинки будують воронки-пастки в пухкому ґрунті під корінням у місцях, захищених від дощу в теплих лісах. Відмічено випадки, коли личинки вполювали самиць власного виду, які намагалися відкласти яйця в пісок. Вид зимує на стадії личинки і повністю розвивається впродовж двох років.